# Bildein
Bildein (węg. Beled) – gmina w Austrii, w kraju związkowym Burgenland, w powiecie Güssing. Liczy 341 mieszkańców (1 stycznia 2014).